# Ville-Houdlémont
Ville-Houdlémont är en kommun i departementet Meurthe-et-Moselle i regionen Grand Est (tidigare regionen Lorraine) i nordöstra Frankrike. Kommunen ligger i kantonen Mont-Saint-Martin som tillhör arrondissementet Briey. År 2022 hade Ville-Houdlémont 705 invånare.

## Befolkningsutveckling
Antalet invånare i kommunen Ville-Houdlémont
| Referens: INSEE |